# Geranomyia conjurata conjurata
Geranomyia conjurata conjurata is een ondersoort van de tweevleugelige Geranomyia conjurata uit de familie steltmuggen (Limoniidae). De soort komt voor in het Australaziatisch gebied.